# 金善台
金善台（1976年5月11日—），出生于京畿道华城市，韩国男子短道速滑运动员、教练员。

## 运动员经历
1996年哈尔滨亚冬会，金善台参加男子5000米接力比赛，获得金牌。
1998年长野冬奥会，金善台因为伤病无法参加国家队选拔赛，但也作为推荐选手进入韩国短道速滑国家队大名单，他原定于参加男子5000米接力，后来由于膝伤无法参赛。
1999年江原道亚冬会，金善台参加男子5000米接力比赛，获得铜牌。同年由于膝伤退役。

## 执教经历
2002年开始，金善台担任全明奎的助手，进入韩国冰上联盟担任装备教练。
2004年11月，收到长春市政府的邀请，来到中国担任长春市冬季运动管理中心少年队主教练，挖掘了周洋、梁文豪等一批短道速滑选手。
2008年7月开始，金善台担任日本短道速滑国家队主教练并参加2010年温哥华冬奥会。温哥华冬奥会结束后，金善台返回中国担任长春市短道速滑队主教练至2014年。2014年至2018年期间，担任韩国短道速滑国家队主教练并参加2018年平昌冬奥会。
2018年12月，因为受到沈锡希与崔珉祯摩擦事件和沈锡希被教练赵载范性暴力事件的影响，停止担任韩国短道速滑国家队主教练。
2019年6月，受到王濛的邀请回到中国，担任中国短道速滑国家队女队主教练；2021年10月成为中国短道速滑国家队主教练，带领中国队在2022年北京冬奥会上获得了2金、1银、1铜，共4枚奖牌的成绩。